# Wisit Sasanatieng
Wisit Sasanatieng (Banguecoque, 25 de abril de 1964) é um cineasta e roteirista tailandês.